# ダナ・キャラン

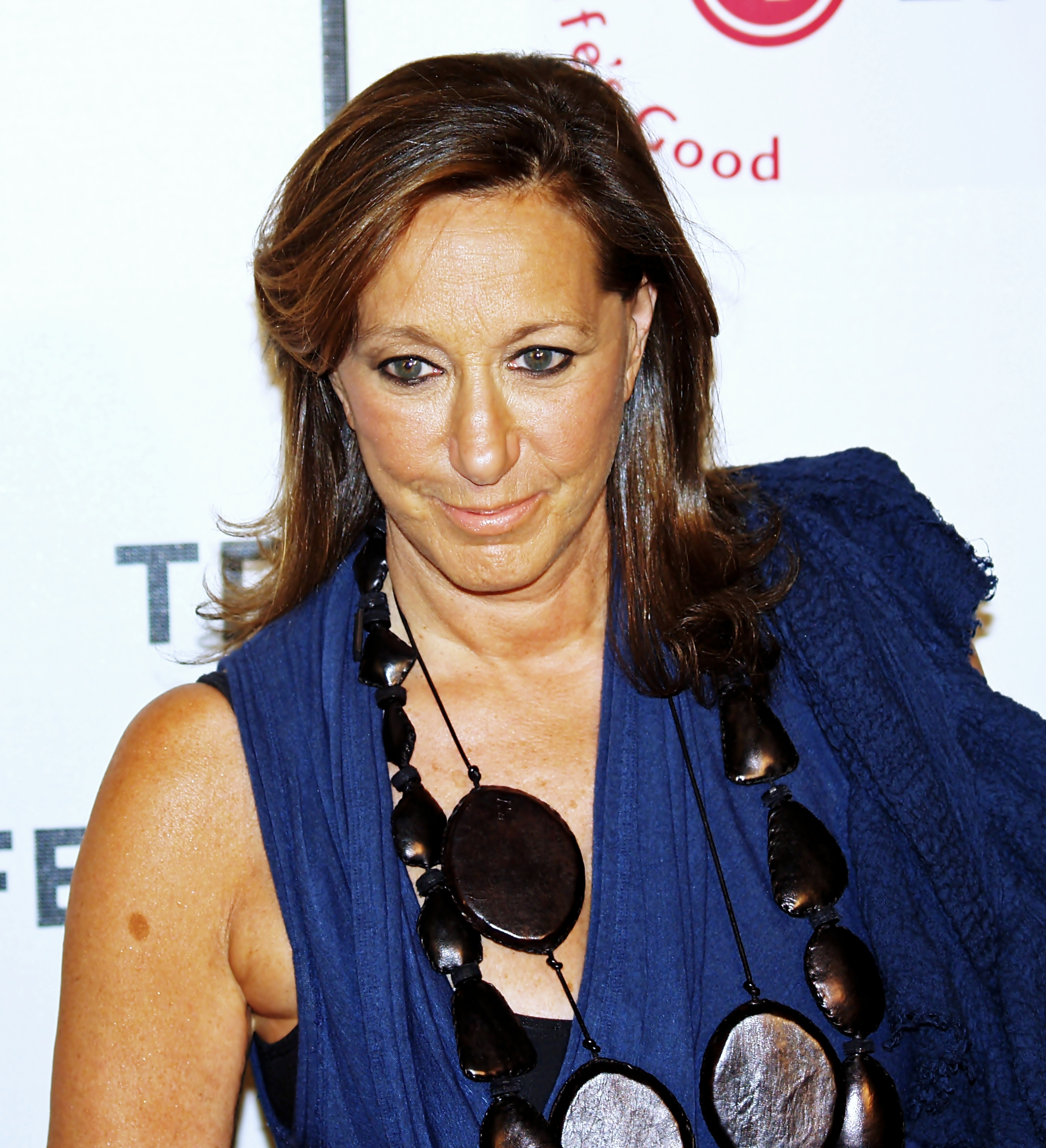
ダナ・キャラン

ダナ・キャラン（Donna Karan, 1948年10月2日 - ）は、アメリカ合衆国のファッションデザイナー。自身の名を冠した世界的なファッションブランド「Donna Karan New York」を持つ。「Donna Karan New York」はセカンドラインの「DKNY」とともにLVMHに属している。

## 経歴
アメリカ合衆国・ニューヨーク・クイーンズのフォレストヒルにて、ユダヤ人家庭に生まれるが、仕立て屋の継父とモデルの母と共に過ごしたロングアイランドで成長。地元で14歳で服を売り始める。1966年高校卒業と同時にパーソンズ・スクール・オブ・デザインに入学するも、アン・クラインのアトリエで働くために2年で中退する。1974年、クラインの死去に伴い、ヘッドデザイナーに抜擢される。1977年、ルイス・デロリオと共にコティ賞受賞。1981年にも再び受賞している。
1985年、夫のワイスと共に、タキヒヨーの資本によって「ダナ・キャラン・ニューヨーク」（Donna Karan New York）社を設立し独立する。同年、デザイナー・オブ・ザ・イヤーを受賞。
1988年、Donna Karan New Yorkの略称にちなむブランド「DKNY」創設。1990年、二度目となるデザイナー・オブ・ザ・イヤー受賞。同年「DKNY JEANS」創設。翌1991年「DONNA KARAN MEN」、さらに1992年「DKNY MEN」を創設。同年、メンズウェア・デザイナー・オブ・ザ・イヤー受賞。
1997年、ウィメンズウェア・デザイナー・オブ・ザ・イヤーを受賞。
2000年、ダナ・キャラン所有のガブリエル・スタジオ（「Donna Karan New York」と「DKNY」の商標権を持つ）がLVMHに買収され、LVMHの傘下に入った。
2016年、Glll Apparel Groupが買収し、傘下に入る。

## 日本での展開
1990年代、ライセンス生産によるTシャツを販売したが、大量生産と偽造品の氾濫によりブランドイメージは著しく損なわれた。
2003年9月20日に、同じLVMHに属するセリーヌ、ロエベ、フェンディと同時に東京都渋谷区の表参道（ONE表参道ビル）に路面店をオープンした。なお、企業としてはLVMHグループに属するが、日本国内ではオンワード樫山がライセンスを保有している。
2008年9月から、千葉マリンスタジアムのバックネット下に広告を掲示していた。同年12月、DKNYのスーツが千葉ロッテマリーンズ選手のオフィシャルウェア（移動時の制服）に採用された。